# 포천시의회
포천시의회는 경기도 포천시 지역을 관할하는 기초의회이다.